# Korosnyzja
Korosnyzja (ukrainisch Коросниця; russisch Коросница/Korosniza, polnisch Korosnica oder Korośnica, deutsch Josephsberg oder Josefsberg) ist ein Dorf in der westukrainischen Oblast Lwiw mit etwa 140 Einwohnern.
Das Dorf gehörte zusammen mit den Dörfern Letnja und Riwne bis 2020 zur Landratsgemeinde Letnja. Am 12. Juni 2020 wurde es ein Teil der neu gegründeten Siedlungsgemeinde Medenytschi (Меденицька селищна громада/Medenyzka selyschtschna hromada).

## Geschichte

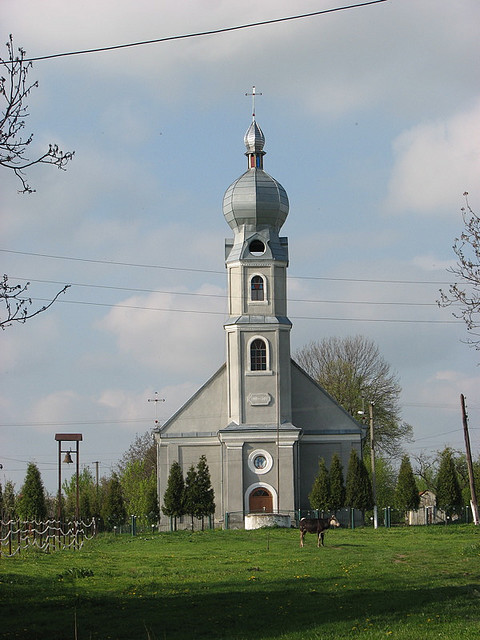
Ehemalige helvetische Kirche

Bei der Ersten Teilung Polens kamen die Kammergüter der Stadt Drohobytsch 1772 zum neuen Königreich Galizien und Lodomerien des habsburgischen Kaiserreichs (ab 1804).
Das Dorf entstand im Jahre 1784 im Zuge der Josephinischen Kolonisation auf dem Gebiet des aufgelösten Monasteriums der Basilianer in Letnja. Deutsche Kolonisten reformierter Konfession wurden dort angesiedelt. Die Kolonie und neue Gemeinde Josephsberg wurde gemäß einem in acht Quadrate eingeteilten Rechteck angeordnet.
Kurz nach der Gründung wurde kraft des Toleranzpatents eine helvetische Pfarrgemeinde gegründet, die der Evangelischen Superintendentur H. B. Galizien gehörte. Gleichzeitig entstand die Filiale in Ugartsberg. Im Jahre 1805 wurde das evangelische gemauerte Bethaus erbaut. Im Jahre 1875 gab es in Josephsberg 773 Protestanten und eine evangelische Schule.
Im Jahre 1900 hatte die Gemeinde Josefsberg, Korośnica 117 Häuser mit 787 Einwohnern, davon waren 776 Deutschsprachige, 4 Polnischsprachige, 7 Ruthenischsprachige, 4 römisch-katholisch, 6 griechisch-katholisch, 777 anderen Glaubens (überwiegend evangelisch).
Nach dem Ende des Ersten Weltkriegs 1918 und dem Zusammenbruch der k.u.k. Monarchie kam Josephsberg zu Polen.
Im Jahre 1921 hatte die Gemeinde Korośnica (Josefsberg) 117 Häuser mit 912 Einwohnern, davon 840 Deutsche, 12 Polen, 52 Ruthenen, 8 Juden (Nationalität), 838 evangelisch, 14 römisch-katholisch, 52 griechisch-katholisch, 8 jüdischer Religion.
Im Zweiten Weltkrieg gehörte es zuerst zur Sowjetunion und ab 1941 zum Generalgouvernement, ab 1945 wieder zur Sowjetunion, heute zur Ukraine.
Die Deutschen wurden 1940 infolge des Deutsch-Sowjetischen Grenz- und Freundschaftsvertrages nach Polen (Wollstein) umgesiedelt.